# Iwasaki Yasuyuki
Yasuyuki Iwasaki (sinh ngày 9 tháng 4 năm 1971) là một cầu thủ bóng đá người Nhật Bản.

## Sự nghiệp câu lạc bộ
Yasuyuki Iwasaki đã từng chơi cho Júbilo Iwata.

## Thống kê câu lạc bộ

### J.League
| Đội          | Năm       | J.League | J.League | J.League Cup | J.League Cup | Tổng cộng | Tổng cộng |
| Đội          | Năm       | Trận     | Bàn      | Trận         | Bàn          | Trận      | Bàn       |
| ------------ | --------- | -------- | -------- | ------------ | ------------ | --------- | --------- |
| Júbilo Iwata | 1994      | 0        | 0        | 0            | 0            | 0         | 0         |
| Júbilo Iwata | 1995      | 2        | 0        | -            | -            | 2         | 0         |
| Tổng cộng    | Tổng cộng | 2        | 0        | 0            | 0            | 2         | 0         |